# Joppa verticalis
Joppa verticalis là một loài tò vò trong họ Ichneumonidae.